# Mahambo
Mahambo est une commune rurale malgache située dans la partie sud-est de la région d'Analanjirofo.

## Géographie
La commune de Mahambo est située sur l'île de Madagascar. Faisant partie du littoral oriental de l'île, elle s’étend sur une large plaine côtière où l’altitude dépasse rarement les 200 m. Néanmoins, la partie occidentale de la commune est ponctuée par des collines culminant jusqu’à 500 m, la commune urbaine de Marofinaritra, notamment.
Elle regroupe 26 fokontany, villages traditionnels malgaches, répartis sur une superficie de 278 km2.
La commune est limitée, au nord, par la commune d’Ambodimanga II, à l’est par l’Océan Indien, au sud par la commune d’Ampasibe Onibe, et, à l’ouest, par la commune de Maromitety.  

### Topographie
La topographie est constituée, dans la partie Est, de plages bordées de dunes de sable, et, dans la partie Ouest, par une plaine discontinue, formée de petites plaines étroites.

### Climat
Le climat est chaud et humide, marqué par une très forte pluviométrie allant jusqu’à 3 000 mm/an. Les masses d’air chaudes et humides de l’alizé, qui soufflent d’est en ouest, entraînent généralement des pluies tout au long de l’année, et de plus en plus accentuées en période cyclonique.
Les plus fortes précipitations débutent en février, et se succèdent jusqu’en avril. Le mois de mars reste le plus pluvieux, et le mois d’octobre le plus sec.
La température moyenne annuelle oscille autour de 28 °C. La moyenne des maxima du mois le plus chaud est de 31 °C, et les plus fortes chaleurs sont enregistrées en janvier. Le minimum du mois le plus froid est de 19 °C, et la moyenne des minimales se situe entre 21 et 25 °C en juillet, mais les écarts restent faibles entre décembre et mars.
Le vent d’Est de l’alizé prédomine en toutes périodes. Durant la période chaude, de novembre à avril, l’alizé est moins fort. C’est pendant ces périodes qu’il y a souvent des risques de cyclones tropicaux.

### Végétation
D’est en ouest, les formations végétales présentent une grande diversité, en fonction des conditions climatiques et pédologiques, ainsi que de celles liées à l’altitude. Les forêts naturelles sont denses et humides (sur les plus hauts sommets des collines). Les forêts secondaires, ou savoka, ont pris place à la suite de disparition de la forêt naturelle par la pratique du tavy (culture sur brûlis). Elles occupent surtout les flancs des collines ou les bas de pentes des moyennes et hautes collines.
La végétation du littoral est une végétation adaptée au sable des cordons et des dunes.

## Démographie
Des enquêtes effectuées en 2012 et 2013 établissent une population de 44 657 habitants (46,4 % de femmes) et 10 357 ménages (le taux d’accroissement se situant aux alentours de 3 %).
La pyramide des âges reflètent une très grande jeunesse de la population locale, avec une très grande dominance de la tranche d’âge 0-17 ans qui regroupe 19 618 individus, soit 44,2 % de la population totale.
La proportion de la population non active de Mahambo (enfants, étudiants, personnes âgées, etc.) est largement supérieure à celle de la population active ; le taux d’inactivité de sa population est largement supérieur à la moitié de l’ensemble de la population avec une proportion de 59 % de population inactive, et 41 % de la population active.
Le fokontany de Mahambo-Doany rassemble 14,6 % de la population totale.
| Fokontany            | Nombre d'habitants | Nombre de foyers |
| -------------------- | ------------------ | ---------------- |
| Mahambo-Doany        | 6 525              | 1 270            |
| Antsikafoka          | 3 332              | 916              |
| Antsiradava          | 1 522              | 411              |
| Ambodihasina         | 2 305              | 625              |
| Marofinaritra Ii     | 1 382              | 389              |
| Sambolaza            | 1 785              | 414              |
| Fotsialanana         | 2 122              | 467              |
| Sahavary             | 1 128              | 303              |
| Bemalo               | 1 388              | 298              |
| Mahadilo             | 1 277              | 222              |
| Namahoaka            | 1 885              | 452              |
| Ambohimalaza         | 1 154              | 215              |
| Ambodibonara         | 1 235              | 289              |
| Ambodivoanio         | 1 753              | 447              |
| Andampy              | 1 526              | 339              |
| Ambalafary           | 820                | 198              |
| Ambodivavo Benavony  | 930                | 215              |
| Anjiro               | 701                | 255              |
| Savahonda            | 560                | 137              |
| Ambodifizika         | 566                | 160              |
| Andraoka             | 1 252              | 314              |
| Tanambao Tanambazaha | 1 890              | 465              |
| Ambodiatafana        | 1 785              | 370              |
| Ambodiforaha         | 1 898              | 330              |
| Andranonaomby        | 1 879              | 473              |
| Lakandavaina         | 1 957              | 383              |

## Histoire
Autrefois c’est à Mahambo que se faisait l’embarquement pour se rendre sur l'île Sainte-Marie, d’où vient le nom « Mahambo-Doany », car les bateaux devaient passer la douane.

### Jumelage
Mahambo est jumelée avec la commune de Labastide-de-Virac en Ardèche

## Économie

### Commerce
Les activités commerciales sont fortement liées aux activités du tourisme.
Les principaux produits sont locaux : ceux de l’agriculture (bananes, litchis, etc.), ceux de l’artisanat (nattes, paniers), et, surtout, ceux de la pêche (poissons, crevettes, etc.).
Le commerce de la commune s’organise surtout autour de l’axe routier constitué par la RN5. Effectivement conditionnés par le transport des
marchandises, les fokontany qui longent cette nationale, sont les plus favorisés quant à l’accès aux activités du commerce. À cela s’ajoute la très grande concentration des établissements hôteliers, le long de cette route, qui constituent les principaux clients.
Les marchandises générales (produits de première nécessité, produits manufacturés, etc.) sont également transportées depuis Toamasina.
Les habitants des fokontany les plus éloignés du chef-lieu de commune viennent souvent à pied pour s’approvisionner, ou pour vendre leurs produits.
Les jours de marché sont le mardi et le jeudi.

### Artisanat
L’artisanat est une activité répandue dans la commune, surtout dans le village[Lequel ?]. En effet, elle constitue une activité secondaire pour la population locale.
La vannerie reste la principale activité. Exclusivement pratiquée par des femmes, sa production est surtout destinée à répondre aux besoins des ménages, allant des paniers aux nattes.

### Agriculture
Des épices aromatiques sont cultivées dans la région comme la girofle, mais aussi la vanille, l'ylang-ylang, la cannelle, etc. Les récoltes sont vendues dans les bazars-be (à Fénérive et Tamatave), d’autres sont destinées à l’exportation. On peut acheter de la cannelle en bâton ou en poudre, de la vanille bourbon, en gousses ou en poudre, des clous de girofles frais, déshydratés ou en essence, du poivre vert, blanc ou noir.
Une forte diversité des cultures est indiquée : cultures vivrières et de rente sont présentes partout bien qu’elles varient selon l’intensité de leur exploitation. Selon la monographie de la commune de Mahambo, 92,0 % de la population active vivent des profits de cette activité.
| Produit      | Superficie (ha) | Production (t) |
| ------------ | --------------- | -------------- |
| Riz pluvial  | 1 200           | 859,20         |
| Riz irrigué  | 1 400           | 2 195,40       |
| Manioc       | 50              | 270,50         |
| Maïs         | 315             | 199,71         |
| Fruit à pain | 20              | 80,00          |
| Banane       | 80              | 150,00         |
| Litchi       | 80              | 206,40         |
| Girofle      | 90              | 61,20          |
| Café         | 184             | 63,85          |

Les rendements sont relativement faibles par rapport à la moyenne de l’ensemble de la région car les moyens de production sont essentiellement constitués par de petits matériels agricoles. Ce sont, le plus souvent, des outils rudimentaires à vocation multiple et peu onéreux.

### Pêche
Du fait de sa façade maritime et de son réseau hydrographique important, la commune jouit à la fois d’un potentiel en pêche maritime et continentale.
Pourtant, la pêche, de type traditionnel, est presque toujours associée à d’autres activités agricoles. 
Une partie de la population du littoral vit de la pêche maritime avec usage de pirogues à pagaie ou à balancier, tandis que la pêche continentale constitue surtout une activité secondaire, et les matériels sont constitués de filets maillants, lignes, masses et harpons.

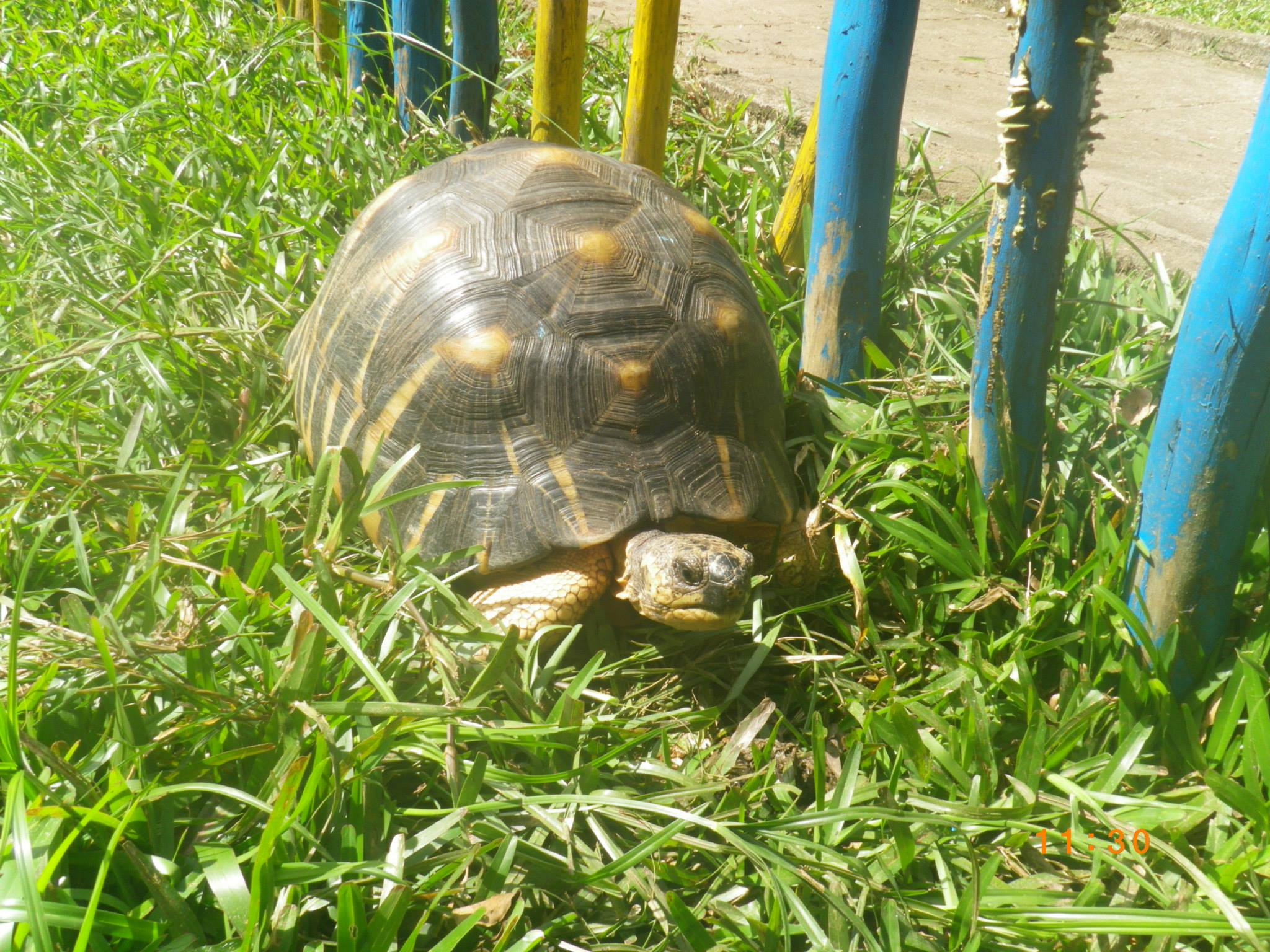
Tortue de Mahambo.

Les prises sont diverses : poissons et crevettes, poulpes, crabes, et autres crustacés.
A Mahambo, on peut trouver plusieurs récifs coralliens, que les villageois surnomment les « Ankarana », Riches en espèces floristiques et faunistiques, ils sont à découvert pendant les marées basses, et peuvent atteindre jusqu’à 200 mètres de long. On y capture des poulpes, des poissons, des crabes et des anguilles, dont la moitié est réservée à la consommation locale et l’autre moitié à la vente.
Les concombres de mer, coraux et coquillages sont réservés pour la décoration et les articles de souvenirs pour les visiteurs. 
En majorité, ce sont des femmes qui travaillent sur les récifs, les hommes préférant la pêche en pirogue.
Pour cette activité, on utilise une lance en fer d'un mètre de longueur et six millimètres de diamètre et un sac à main en raphia pour transporter les récoltes.
Il y a 6 récifs à Mahambo, qui ont chacun leur nom :
- Ankarambe (ou grand récif), qui se trouve près du spot de surf de la Baie Maxime ;
- Akaran’omby (ou récif de bœuf), qui se situe en face de l’hôtel « la Pirogue » ;
- Ankaramadinika (ou petit récif), en face de l’hôtel « le Dôla » ;
- Ankaran’akoho (ou récif du coq), en face du restaurant « Mahambo Beach » jusqu’à l’hôtel « le récif » ;
- Ambinanysirotra (mal tracé), vers la route de l’hôtel «  hibiscus ».

### Elevage
Les activités liées à l’élevage ne représentent que 5 % du taux d’occupation de la commune. Centré majoritairement sur les volailles, l’élevage est moins pratiqué que dans le reste du territoire malgache.

#### Élevage bovin
L’ensemble du cheptel bovin de la commune compte 4 780 têtes. Par rapport au nombre total de ménages, ce nombre donne une moyenne de une tête de bovidé par ménage. Il s’agit d’un système d’élevage extensif, les animaux étant laissés en pâturage. Leur possession représente un aspect culturel significatif pour les « Betsimisaraka », population autochtone. Ces animaux font l’objet de sacrifice au cours des grands évènements.

#### Élevage porcin
L’élevage porcin reste le moins significatif. Moins de 1 % de la totalité des ménages possède un élavage de ce type. L’élevage porcin est limité par des traditions qui interdisent cette activité. Les bêtes sont élevées de façon extensive, laissées en liberté au cours de la journée à la recherche de leur nourriture.

#### Élevage avicole
L’aviculture est une activité secondaire d’appoint de la population. Chaque ménage possède en moyenne deux têtes, et l’ensemble du cheptel compte 14 315 têtes.
Ne faisant l’objet d’aucun traitement particulier, l’élevage reste de type traditionnel et les volailles sont souvent victimes d’épidémies qui peuvent ravager jusqu’à 80 % de leurs effectifs.

#### La côte des Litchis
Toute la côte abonde en litchis, la région de Fénérive-Est étant la plus importante productrice du pays. 
L’arbre, originaire du sud-est asiatique a été introduit à Madagascar en 1802. Les conditions climatiques de cette région (forêt et pluviométrie) sont hautement favorables à sa croissance et à sa culture : de fait, 70 000 tonnes de ce fruit ont été exportées depuis Tamatave en 1999. 
Actuellement, près de 90 % des litchis commercialisés en Europe viennent de Madagascar.

### Tourisme
À 80 km de la ville de Toamasina, Mahambo est une destination touristique reconnue. Bénéficiant d’une large plage calme et d’un lagon formant un paysage singulier, les activités touristiques de la commune de Mahambo sont en plein essor.
Les prestataires des secteurs de l’hôtellerie et de la restauration sont les principaux bénéficiaires du développement du tourisme. Générant une source d’activités connexes très diversifiées et des débouchés non négligeables pour les activités telles que : la pêche, l'agriculture, l'élevage, l'artisanat et le commerce. Le secteur du tourisme profite également à la majorité de la population de la commune.
La haute saison touristique se situe entre les mois de juillet et janvier, période pendant laquelle le nombre de touristes est le plus significatif. La basse saison s’étale de février à juin. 
Notons que 15 hôtels et 4 restaurants ont été enregistrés par la commune.